# Wilhelm Meinhold (Wirtschaftswissenschaftler)
Wilhelm Meinhold (* 16. März 1908 in Nürnberg; † 25. Oktober 1981) war ein deutscher Wirtschaftswissenschaftler und Agrarexperte. Bis 1945, d. h. im nationalsozialistischen Deutschland, nannte er sich ‘‘Willy‘‘ Meinhold.

## Ausbildung
Meinhold war der Sohn eines Schneidermeisters. Nach dem Besuch der Volksschule und des Realgymnasiums in seiner Geburtsstadt Nürnberg studierte er von 1931 bis 1935 Nationalökonomie, Finanzwissenschaften, Statistik und Philosophie an der Universität Erlangen und schloss mit dem Diplom in Volkswirtschaft ab. Er promovierte zweimal in Erlangen: 1934 zum Dr. rer. pol. und 1935 zum Dr. phil. Er habilitierte 1937, gleichfalls in Erlangen, für Nationalökonomie, Finanzwissenschaften und Statistik.

## Beruf
Meinhold war während des Dritten Reiches und danach als Agrarexperte und Hochschullehrer tätig. Bis 1945 befasste er sich zudem mit staatlich beeinflusster Preisbildung. Meinhold lehrte zunächst 1938 als Privatdozent in Erlangen und Marburg sowie 1940 in Göttingen. 1942 wurde er außerordentlicher Professor für Volkswirtschaftslehre an der Universität Berlin und trat am dortigen Institut für Wirtschaftswissenschaft die Position des Direktors der Abteilung Agrarpolitik an. Im Zuge des Zweiten Weltkriegs leistete er ab 1943 Kriegsdienst in der Luftwaffe und geriet in englische Kriegsgefangenschaft.
1946 wurde Meinhold zum außerplanmäßigen Professor für Volkswirtschaftslehre und Volkswirtschaftspolitik an der Universität München berufen, zugleich erhielt er einen Lehrauftrag an der Technischen Universität München. Ab dem Folgejahr lehrte er zudem nebenamtlich an der Philosophisch-theologischen Hochschule Regensburg. 1948/49 war er Vorsitzender des Bayrischen Ausschusses für Agrarpolitik in München. 1950 wurde er außerordentlicher und 1953 ordentlicher Professor der Volkswirtschaftslehre an der TU München. Er übernahm auch Lehraufträge an der Hochschule für Politik München (1954) und an der Universität Innsbruck (ab 1967), wo 1968 zum Honorarprofessor ernannt wurde. Ab 1958 amtierte er außerdem als Studienleiter der Verwaltungs- und Wirtschaftsakademie München. Nach seiner Emeritierung 1976 lehrte er weiterhin an den Universitäten in Innsbruck und München.
Meinhold starb 1981 im Alter von 73 Jahren.

## Werke (in Auswahl)
- Das ökonomische Milieu in pädagogischer Beleuchtung. Erlangen, Phil. Diss. v. 29. Dez. 1935 von Meinhold, Willy, Dr. rer. pol. Coburg : Tageblatt-Haus, 1936
- Grundlagen der landwirtschaftlichen Marktordnung. Erlangen, Univ., Habil.-Schr., 1937. Berlin : Parey, 1937.
- Totale Preisbildung. Ein Beitrag zur Kennzeichnung der Preispolitik im Vierjahresplan. Jahrbücher für Nationalökonomie und Statistik 149 (1939): 565–580.
- Die landwirtschaftlichen Erzeugungsbedingungen im Kriege. Jena : Fischer, 1941.
- Die Intensivierung der deutschen Kriegspreispolitik 1941, in: Jahrbücher für Nationalökonomie und Statistik 155 (1942), 281–316.
- Grundfragen der Agrarpolitik. Bad Oeynhausen : Lutzeyer, 1948.
- Volkswirtschaftspolitik. München : Hueber-Holzmann, 1973.
- Zur aktuellen wirtschaftspolitischen Situation in den westlichen Industrienationen, speziell in der Bundesrepublik Deutschland. In: Zeitschrift für Politik. 1981. H. 4., S. 424–442.